# 上海市大道政府
上海市大道政府是中國抗日戰爭時期日本扶植的一个傀儡政权，于1937年12月5日在浦东东昌路张家花园后王银全宅院内成立。
1938年3月28日，改隶中華民國維新政府。同年4月28日改组为中华民国督办上海市政公署。无论中华民国政府还是中华人民共和国政府，均不承认此政权为历史上的合法政权，均称之为伪政权。上海市大道政府公署设在浦城路51弄3号。

## 主要官員

### 市長
| 任次 | 肖像 | 姓名   | 在任時間      | 在任時間      | 黨籍 | 備註 |
| ---- | ---- | ------ | ------------- | ------------- | ---- | ---- |
| 1    |      | 苏锡文 | 1937年12月5日 | 1938年4月27日 |      |      |

## 行政区划
上海市大道政府下辖：浦东区、南市区、沪西区、闸北区、市中心区、吴淞区、北桥区、嘉定区、宝山区、奉贤区、南汇区、川沙区和崇明区。